# أحمد سلمان المسلم
أحمد سلمان المسلَّم (مواليد 27 يوليو 1961) رجل أعمال وعسكري سابق بحريني ، رئيس مجلس النواب منذ 12 ديسمبر 2022.

## حياته
ولد أحمد المسلم في 27 يوليو 1961 والده هو سلمان جبر المسلم المدير الأسبق لأدارة خفر السواحل بوزارة الداخلية وهو من منطقة الحد.
تخرج من الثانوية العامة من مدرسة الهداية الخليفية تخرج من جامعة الملك فهد الأمنية في المملكة العربية السعودية سنة 1981. حصل على شهادات في دورات متخصصة في مجال الأمن والأستثمار من لندن.
عمل في إدارة التدريب والعمليات بوزارة الداخلية وعمل كذالك في الأدارة العامة للمرور بوزارة الداخلية وأنتقال لمجال الأعمال الحرة في عام 2002.

### المجال الرياضي
ترأس مجلس أدارة نادي الحد الرياضي خلال الفترة 2008 حتى 3 أكتوبر 2022 حيث شهدت فترة رئاسته للنادي عدد من الأنجازات أبرزها أبرام عدد من العقود لمشاريع أستثمارية للنادي وكذالك تحقيق 8 بطولات تاريخية للنادي أبرزها كأس الملك ودوري ناصر بن حمد الممتاز ومشاركة النادي في 6 بطولات أسيوية وكذالك إقامة بطولة رمضانية شبابية تجمع مجالس الحد.

### مجلس النواب
ترشح لانتخابات مجلس النواب 2022 عن الدائرة الثامنة بمحافظة المحرق وفاز في الجولة الأولى للانتخابات التي أجريت يوم السبت 12 نوفمبر 2022 حيث حصل على 7711 صوت وفي يوم الإثنين 12 ديسمبر 2022 أنتخب رئيساً لمجلس النواب للفصل التشريعي السادس بعد حصوله على 34 صوتاً مقابل 6 أصوات لمنافسه محمد يوسف المعرفي وذالك خلال الجلسة الأولى لمجلس النواب.